# 阿什布魯克帕克 (北卡羅萊納州)
阿什布魯克帕克（英語：Ashebrook Park）是位於美國北卡羅萊納州加斯頓縣的非建制地區。

## 地理
阿什布魯克帕克所處的海拔為高於海平面261米（即856英呎），而該地所採用的時區為UTC-5，即北美东部时区（EST）。同時該地設有夏令時間，為UTC-5調快一小時，即UTC-4（EDT）。